# سیارک ۶۳۰۰
سیارک ۶۳۰۰ (به انگلیسی: 6300 Hosamu، نامگذاری:1988YB) شش هزار و سیصدمین سیارک کشف شده‌است که در ۳۰ دسامبر ۱۹۸۸ کشف شد.